# فریدگانج
فریدگانج (به لاتین: Faridganj) یک منطقهٔ مسکونی در بنگلادش است که در ناحیه چاندپور واقع شده‌است. فریدگانج ۲۳۱٫۵۶ کیلومتر مربع مساحت و ۳۹۶٬۶۸۳ نفر جمعیت دارد.